# ファンタジーベースボール
ファンタジーベースボール(Fantasy Baseball)は、野球ゲームの一種。実在のプロ野球選手を一定のルールの下に編成して仮想の自分のチームを作り、実際の野球におけるその選手の成績をポイント化して総合ポイント等を競うシミュレーションゲームである。
1980年代にアメリカ合衆国で本格的に広まった。

## 概要
草創期は、紙と鉛筆と電卓による、スポーツバー等での一部の野球ファンの間での趣味として広がっていったが、1990年代後半のインターネットの大衆化と共に、大手のウェブメディアが競って導入するようになり、今日ではアメリカでは野球のみならず、アメリカン・フットボール（NFL）、バスケットボール（NBA）等の他競技も合わせて、年間延べ約2,000万人がこのゲームで遊んでいると調査されている。
このゲームの発祥であるMLB（メジャーリーグベースボール）版のファンタジースポーツはアメリカで年間延べ約400万人が参加していると言われている。
Yahoo!をはじめ、インターネット上でチームの登録、対戦を行っているところも増えている。
2005年には、MLB球団であるサンフランシスコ・ジャイアンツがYahoo!と共同で主催するベースボールリーグの優勝者をフロント側で仕事に就く権利を与えると発表した。

## 日本における展開
日本では、ファンタジースポーツジャパン社が1995年1月に設立され、日本で最も古く、最大規模のファンタジースポーツ運営会社である。全米№1のファンタジースポーツ運営会社であるCDM,Inc.社が持つノウハウ、最新のテクノロジーを用い常に最高のゲームを提供する事をモットーとする。現在、野球、フットボール、バスケットボールを題材にしたファンタジー・スポーツを年間10種類以上運営している。その他にも、雑誌、新聞、ウェブ上でファンタジースポーツ、スポーツ全般に関する情報の提供を行っている。 
ファンタジースポーツジャパン社が1995年度にインターネット上でファンタジーベースボールのサービスを始めたが、『ファンタジーベースボール (プロ野球版)』をサービスとして提供している。
また大手メディアとしては、スポーツナビが2001年度にインターネット上でファンタジーベースボールのサービスを始めたが、2003年シーズンを最後にサービスは終了となっている。
また、モバイルサービスとしては、スポーツジェイが2004年のプロ野球後半戦から、『完全制覇プロ野球』というモバイル専用のファンタジーベースボールサービスを始めたが、こちらも2007年のプロ野球シーズン終了と共にサービス終了となっている。
また、アメリカで流行しているファンタジーベースボールとは若干性質が異なるものの、ファンタジーベースボールにカードゲームの要素を採りこんだオンライン野球ゲームとして、2006年のプロ野球シーズンより、スポーツレイティングスが、『ドリームベースボール』をサービスとして提供している。
1996年には、ファンタジースポーツジャパン社が、MLB版のファンタジーベースボールである『ファンタジーベースボール (大リーグ版)』をインターネット上で開始している。2008年には、データスタジアム社が、アメリカのスポーツデータ会社であるSTATS社の協力の下、MLB版のファンタジーベースボールである『データスタジアムファンタジーチャレンジ』のサービスをインターネット上で開始したが、β版のテスト運用に止まり、2009年にはサービスを終了している。
2009年5月には、シーエーモバイル社が運営するモバイルプロ野球情報サイト『プロ野球TV』にて、プロ野球版のファンタジーベースボールである『ファンタジー野球』のサービスを開始。しかしこちらのサービスも1シーズン運営されただけで終了となっている。

## ファンタジースポーツ
アメリカでは、アメリカンフットボールを始め、バスケットボール、ホッケー、ゴルフなど野球以外のスポーツでも「ファンタジーゲーム」が普及しており、一般に「ファンタジースポーツ」としてオンラインスポーツシミュレーションゲームとしてジャンルが確立されている。近年、ヨーロッパでも各国リーグのサッカーを題材とした「ファンタジーフットボール」も普及し始めている。
日本では、野球以外のファンタジースポーツとしては、
ファンタジースポーツジャパン『ファンタジーベースボール (大リーク版)』を1996年シーズンより提供、ファンタジースポーツジャパン『ファンタジーベースボール (大リークプレーオフ版)』を1996年シーズンより提供、ファンタジースポーツジャパン『ファンタジーフットボール (NFL版)』を1996年シーズンより提供、ファンタジースポーツジャパン『ファンタジーフットボールプレーオフ (NFL版)』を1996年シーズンより提供、ファンタジースポーツジャパン『ファンタジーバスケットボール (NBA版)』を1996年シーズンより提供、ファンタジースポーツジャパン『ファンタジーバスケットボールプレーオフ (NBA版)』を1996年シーズンより提供、Yahoo! JAPANが『ファンタジーサッカー』を2003年シーズンより提供しているが、2009年シーズンに一旦休止。その後2011年シーズンにサービス名称を「ファンサカ」としてサービスをリニューアルしたものの、2015年12月16日から再びサービスの休止を発表し、そのままサービスが終了した。またYahoo! JAPANは2013年シーズンよりプロ野球版のファンタジースポーツである「ファンタベ」のサービスを開始したものの、2015年2月6日にサービスを終了することが発表された。

## 参考書籍
- 「The Winner's Guide to Fantasy Baseball」 Chris Lee著 ISBN 978-1420819694

また、アメリカではファンタジーベースボール用の選手年鑑も出版されている。